# کاخ میتروپولیچی

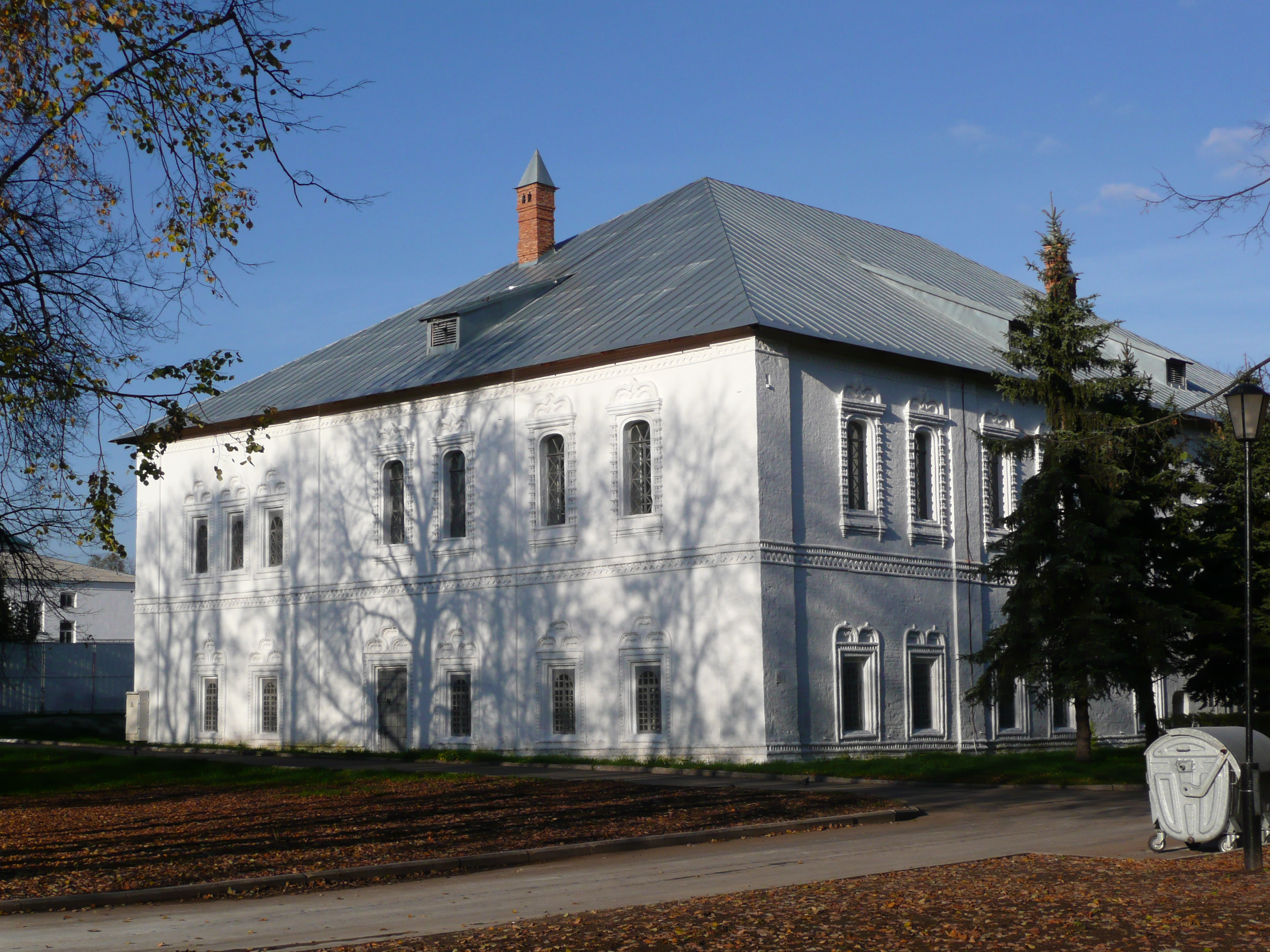

کاخ‌های میتروپولیچی (به روسی: Митрополичьи палаты) یکی از قدیمی‌ترین آثار معماری مدنی باقی‌مانده در شهر یاروسلاول از (قرن هفدهم) است..

## تاریخ
کاخ‌های میتروپولیچی در پایان دهه ۸۰ و اوایل دهه ۹۰ قرن هفدهم در مکان کاخ‌های سوختهٔ فرماندهی در شهر رُبلِنُی به عنوان اقامتگاه رسمی میتروپولیت یونای سیسویویچ ساخته شد. در ابتدا، اقامتگاه میتروپولیت یاروسلاول شامل یک زمین محصور با دیوار سنگی و یک ساختمان دوطبقه بزرگ، دو آلاچیق، ساختمان‌های خدماتی و کلیسای خانگی لئونتی روستوفی بود.
کاخ‌ها دارای یک طرح سه‌قسمتی بودند: پیش‌ورودی، اتاق‌های مسکونی و اتاق‌های پذیرایی. پیش‌ورودی ساختمان را به دو قسمت تقسیم می‌کرد. اتاق‌های مسکونی (در نیمه شرقی) و پذیرایی (در نیمه غربی) میتروپولیت در طبقه دوم ساختمان قرار داشتند که از طریق ورودی‌های بزرگ سنگی (ورودی شمالی برای استفاده روزمره و ورودی جنوبی برای مهمانان رسمی) به آن دسترسی داشتند که در حال حاضر دیگر وجود ندارند. در طبقه اول اقامتگاه، اتاق‌های خدمتکاران و فضاهای خدماتی قرار داشتند.
در دهه ۱۷۶۰ میلادی، در این خانه دو بار کاترین دوم اقامت داشت. در اواخر قرن هجدهم، این ساختمان محل سکونت آلکسی پتروویچ ملیگونوف، فرماندار یاروسلاول و اولین فرماندار کل یاروسلاول بود.
در قرن هجدهم—قرن نوزدهم، دیوار سنگی، آلاچیق‌ها و کلیسا تخریب شدند و خود ساختمان کاخ‌ها در ۱۸۳۰ بازسازی شد: ورودی‌های سنگی و تزئینات نماها حذف و طبقه سوم به آن اضافه شد.
در طول گلوله‌باران یاروسلاول توسط ارتش سرخ، اقامتگاه سابق میتروپولیت‌ها آسیب زیادی دید، بنابراین در دهه ۱۹۲۰ میلادی طبق طراحی معمار پتر بارانوفسکی ترمیم شد و شکل اولیه خود را بازیافت.
پس از ترمیم کامل، در ۱۹۷۷ در کاخ‌های میتروپولیچی نمایشگاه نقاشی‌های مذهبی موزه هنر یاروسلاول افتتاح شد.
در حال حاضر در کاخ‌های میتروپولیچی موزه هنر باستانی روسی قرار دارد.